# Pseudicius amicus
Pseudicius amicus är en spindelart som beskrevs av Prószynski 1999 [2000. Pseudicius amicus ingår i släktet Pseudicius och familjen hoppspindlar. Inga underarter finns listade i Catalogue of Life.